# Bogoczowiec
Osiedle Bogoczowiec – osiedle mieszkaniowe w mieście Jastrzębie-Zdrój, jedna z 21 jednostek pomocniczych miasta, położona w jego zachodnio-centralnej części.

## Historia osiedla
Teren obecnego osiedla leży na obszarze historycznego Jastrzębia Dolnego. Bogoczowiec został wybudowany w latach 1962–1969 podczas masowej budowy osiedli mieszkaniowych w Jastrzębiu-Zdroju, pierwotnie w jako część większej jednostki administracyjnej, osiedla Przyjaźń. Bogoczowiec miał służyć przede wszystkim pracownikom Kopalni Węgla Kamiennego Jastrzębie. 
W 1995 roku Bogoczowiec został wydzielony z terytorium osiedla Przyjaźń, a 25 maja 2002 roku, uchwałą Rady Miasta Jastrzębie-Zdrój nr XLII/1036/2002, utworzono na terenie miasta jednostkę pomocniczą realizującą zadania publiczne, osiedle „Bogoczowiec”.
Obszar osiedla zajmuje powierzchnię 35,22 ha, a liczba zameldowanych mieszkańców w 2022 roku wynosiła 1262.

## Usytuowanie
Osiedle graniczy: 
- od północy i wschodu - z Osiedlem Przyjaźń (częściowo wzdłuż ul. Górniczej)
- od południa - z Osiedlem Zdrój (wzdłuż ul. Wodzisławskiej).

Przez osiedle przebiegają następujące ulice: Bogoczowiec, Boża Góra Prawa oraz części ulic Wodzislawskiej i Górniczej.